# Ernest Rogez
Ernest Clovis Rogez, född 16 mars 1908 i Tourcoing, död 24 mars 1986 i Armentières, var en fransk vattenpolospelare. Rogez ingick i Frankrikes landslag vid olympiska sommarspelen 1928. Frankrike tog OS-brons i herrarnas vattenpolo i Amsterdam.